# Castell Bethlen
El castell de Bethlen o Magna Curia (en llatí La Gran Cort) és un palau situat a Deva (Romania).

## Història
El 1582, el capità hongarès Ferenc Geszty, al capdavant de la guarnició del castell de Deva, va erigir una casa al peu del turó de la ciutadella. Aquella casa es va convertir en la residència de Sigismund Báthory, el general Giorgio Basta, Stephen Bocskay, Gabriel Báthory i Gabriel Bethlen.
Al 1621 Gabriel Bethlen va començar la transformació radical de la casa inicial, amb el resultat del palau Magna Curia. El castell de Bethlen era un edifici d'estil renaixentista, però les modificacions posteriors (fins a la primera meitat del segle xviii) que li van donar la forma final que es pot veure avui en dia, van acostar-lo a una arquitectura d'estil barroc.
Des del 1882, el museu de la civilització dacia i romana, està ubicat al palau.
Magna Curia es va renovar completament el 2007, amb millores que incloïen un solàrium ampliat.